# مساعد الرعاية الشخصية

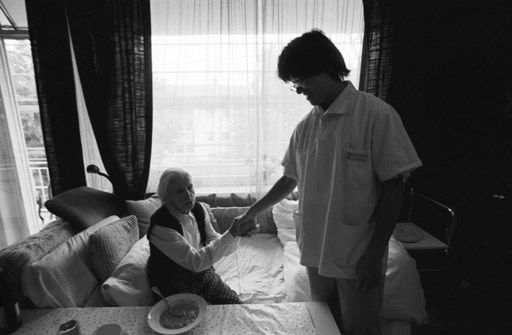

تتناول هذه المقالة الحديث عن المساعدين الشخصيين العاملين لدى شخص معاق (وفي المقام الأول ذوي العجز الحركي). للمزيد من المعلومات حول المفهوم العام لخدمة تقديم الرعاية (المجانية) بين أقارب أو أصدقاء المعاقين، انظر مقدم الرعاية؛ وللمزيد من المعلومات حول المساعدين الذين يتم تعينهم لمساعدة الأشخاص ممن يعانوا من إعاقة النمو، انظرفريق الدعم المباشر. للاطلاع على تفاصيل حول فريق المساعدة الشخصية في الشركات والميادين الأخرى، انظر المقالة المساعد الشخصي.
إن مساعد الرعاية الشخصية (PCA) - والمعروف بأسماء مختلفة مثل مقدم الرعاية، ومرافق الرعاية الشخصية، وموظف رعاية المرضى، وعامل الدعم الشخصي ومسعف الصحة المنزلية - هو موظف معين مقابل أجر لمساعدة الأشخاص ذوي الإعاقة أو المصابين بأمراض مزمنة في القيام بـ أنشطة الحياة اليومية (ADLs)، سواء داخل المنزل أو خارجه أو كلاهما. حيث يقدمون المساعدة الطبية للمرضى لما يحتاجونه من رعاية شخصية والانتقال من مكان لمكان ولوازم العلاج، وفقا لخطط رعاية صحية يضعها طبيب إعادة تأهيل، أو اخصائي اجتماعي أو مقدم رعاية صحية آخر.
لا يوجد تعريف محدد أو مسمى وظيفي بعينه لهذه الوظيفة، ولكن يمكن تمييز هؤلاء الموظفين بأنهم الأشخاص الذين ينجزون أعمالهم كجزء من سوق العمل في صورة خدمات اجتماعية وصحية رسمية، مقارنة بما يقدمه الأقارب والأصدقاء والغير من أنشطة تقديم الرعاية دون مقابل.
يساعد مساعد الرعاية الشخصية في أنشطة الحياة اليومية، كالاستحمام وتناول الطعام وتجهيز الوجبات والاهتمام بشؤون المنزل. كما يساعدون في إعادة تأهيل مرضى أجريت لهم عمليات جراحية أو من في فترة النقاهة. كما يمكن توفير خدمة رعاية المحتضرين بالمنزل.

## تدريب وتوظيف
يوفر مساعد الرعاية الشخصية لوازم المساعدة والدعم الطبي بصفة دورية للمرضى الذين يعانون من العجز الحركي أو الإعاقة وبالتالي يجدون صعوبة في القيام بأنشطتهم اليومية سواء في دور رعاية خاصة أو مؤسسات رعاية وتمريض أو أماكن إيواء أخرى. وفقا لما ينص عليه التصنيف القياسي الدولي للمهن، لا تتطلب هذه المهنة عادة معلومات أو تدريبات مكثفة من الموظف لممارسة المهنة، ولكن يتحتم عليه أن يكون ذا مهارة يدوية عالية وقدرة كبيرة علي التواصل مع المرضى.
تتمثل مساعدة مساعد الرعاية الشخصية للحالات التي يصعب عليها الحركة في المساعدة في النهوض من المضجع والاستحمام وارتداء الملابس والتزين. كما يساعدون في تقديم بعض الخدمات الصحية الأساسية، منها قياس معدل نبض المريض وقياس درجة الحرارة ومعدل التنفس والمشاركة في تمرينات خفيفة وصفها الطبيب والمساعدة في تناول الأدوية والعلاج. إضافة إلى إسداء بعض النصائح للمرضى وذويهم فيما يختص بالنظام الغذائي والنظافة والمهام المنزلية. وحسبما تقتضي حالة المريض، يساعد الموظف في التغيير علي الجروح البسيطة، أو توفير لوازم العناية بالبشرة، أو المساعدة في تركيب الدعامات والأطراف الصناعية. ويصطحب بعضهم العملاء في مواعيد زيارتهم للطبيب أو في أية مشاوير أخرى، وربما ساهموا ببعض المشاركات الخفيفة في الأعمال المنزلية.
يتم التعاقد مع مساعد الرعاية الشخصية إما بعقد حر كموظف مستقل عن طريق الحالة أو ذويها، أو من قبل شبكة كبرى موفرة لهذه الخدمة، كما يحدث في دور رعاية المسنين، أو كموظف لدى مؤسسة خاصة أو حكومية أو المنظمات القائمة على المجتمع التي ترسل موفري الرعاية الشخصية للحالات المرضية وفقا لمنهجها الخاص. وقد يعمل مساعد الرعاية الشخصية لدي فرد واحد بعينه أو يتعاقد مع مجموعة مختلفة من العملاء. البعض الآخر منهم يعمل لدي مرضى يحتاجون لفترة رعاية طويلة أما البعض الآخر فيساعدون الحالات التي صرح لهم بالخروج من المستشفى وفي حاجة لرعاية قصيرة الأمد.
لا يوجد نموذج معين لطريقة توظيف أو أجور مساعد الرعاية الشخصية، تمامًا كما هو الحال مع نظام الرعاية الصحية والاجتماعية. ويحصل مساعد الرعاية الشخصية على أجرة مباشرةً بالنسبة لبعض الأفراد ممن يغطيهم نظام نظام تغطية الرعاية الصحية الشاملة. أو قد يكون في الدولة برامج مساعدة مالية للمعاقين ضمن منظومة نظام الرعاية، مع برامج «إضافية» تهدف إلى توفير الأموال للأفراد ليتمكنوا من توظيف مساعد الرعاية الشخصية. أو ربما يعمل المساعد لحسابه بالكامل ويتعاقد مع أفراد تسدد له الأجر الذي يحدده. ونظرا لأن مساعد الرعاية الشخصية لا يعمل طوال اليوم أو يظل طوال الليل في مسكن العميل، فإن معظم مساعدي الرعاية الشخصية يعملون بنظام المناوبات وذلك لتلبية احتياجات العميل.
في بعض البلدان، يقتضي الأمر حصول مساعد الرعاية الشخصية على تدريبات رسمية واجتياز اختبار الكفاءة في جوانب بعينها مثل النظافة الشخصية وطرق نقل الحالة الآمن وقراءة وتسجيل المؤشرات الحيوية ومكافحة العدوى والأنظمة الغذائية الأساسية حتى يكون مؤهلا للعمل لدى هيئات خدمة الرعاية الشخصية التي تتلقى مستحقاتها من برامج التأمين الاجتماعي، مثل ميديكير أو ميديكيد في الولايات المتحدة.

## قضايا معاصرة
يتوقع زيادة الطلب على خدمات الرعاية الشخصية، حول بلدان العالم، تحديدا خلال العقود الثلاثة القادمة مع كبار السن كذلك زيادة سريعة في عدد الأشخاص الذين وصلوا لأكبر الفئات العمرية وبحاجة إلى مساعدة شخصية ورعاية طويلة الأمد.
في بعض الدول النامية، رفعت حركة الحقوق المهنية شكواها بشأن موظفي الرعاية الشخصية، نظرًا لعدم وجود برنامج ممول له تأثير في النهوض بالعائد المادي المقبول للمهنة التي تتطلب استحضار ذهني وجسماني على أعلى درجة مع أغلب الحالات. ما يتضح من حصول معظم الحالات ذوي الإعاقة أو الأمراض المزمنة على موارد مالية ضئيلة فردية لسداد مستحقات الموظفين أو حتى لتكملتها، يدل على أن هذا العجز المادي مع جميع الأطراف يخلق جو من التوتر في بيئة العمل لكل من العاملين والحالات على السواء.